# Volley Amriswil 2016-2017
Questa voce raccoglie le informazioni riguardanti il Volley Amriswil nella stagione 2016-2017.

## Organigramma societario
Area direttiva
- Presidente: Peter Kummer

Area organizzativa
- Team manager: René Zweifel
- Ufficio servizi: Marion Lumbreras

Area comunicazione
- Responsabile marketing e comunicazione: Martina Perler

Area tecnica
- Allenatore: Ratko Pavličević
- Secondo allenatore: Dario Balsamo
- Scoutman: Dario Balsamo

Area sanitaria
- Medico: Thomas Hugentobler
- Fisioterapista: Reto Eigenmann
- Nutrizionista: Marco Bär

## Rosa
| N° | Nome                 | Ruolo | Data di nascita  | Nazionalità sportiva |
| -- | -------------------- | ----- | ---------------- | -------------------- |
| 1  | Clément Daniel       | L     | 24 maggio 1991   | Francia              |
| 2  | Joshua Howatson      | P     | 7 ottobre 1984   | Canada               |
| 3  | Robin Muntwyler      | P     | 6 gennaio 1997   | Svizzera             |
| 4  | Robin Baghdady       | S     | 22 marzo 1999    | Svizzera             |
| 6  | Jérôme Fellay        | S     | 29 gennaio 1989  | Svizzera             |
| 7  | Sébastien Steigmeier | S/O   | 5 luglio 1989    | Svizzera             |
| 8  | Lorenz Eichhorn      | S/O   | 11 novembre 1995 | Svizzera             |
| 9  | Claudio Kriech       | S     | 15 dicembre 1991 | Svizzera             |
| 10 | Malte Stiel          | S     | 2 luglio 1990    | Germania             |
| 11 | Aleksandar Ljubičić  | C     | 26 agosto 1981   | Serbia               |
| 12 | Lucas Van Berkel     | C     | 29 novembre 1991 | Canada               |
| 17 | Thomas Brändli       | C     | 12 maggio 1991   | Svizzera             |
| 20 | Adrien Prével        | S     | 19 aprile 1986   | Francia              |

## Mercato
| Acquisti | Acquisti         | Acquisti    | Acquisti   |
| R.       | Nome             | da          | Modalità   |
| -------- | ---------------- | ----------- | ---------- |
| L        | Clément Daniel   | Losanna UC  | definitivo |
| S/O      | Lorenz Eichhorn  | Top Lucerna | definitivo |
| S        | Adrien Prével    | Alès        | definitivo |
| S        | Malte Stiel      | Einsiedeln  | definitivo |
| C        | Lucas Van Berkel | Příbram     | definitivo |

- Robin Muntwyler, P, promosso dal settore giovanile.

| Cessioni | Cessioni           | Cessioni          | Cessioni   |
| R.       | Nome               | a                 | Modalità   |
| -------- | ------------------ | ----------------- | ---------- |
| L        | Jonas Hoffmann     | Friedrichshafen 2 | definitivo |
| S/O      | Georgiy Nasibullin | Choceň            | definitivo |
| L        | Marko Samardžić    | -                 | definitivo |
| P        | Philipp Sigmund    | Konstanz          | definitivo |
| S        | Miroslav Tomášik   | -                 | ritirato   |
| S        | Elias Wetzel       | -                 | definitivo |
| C        | Benjamin Wolff     | -                 | definitivo |

## Statistiche

### Statistiche di squadra
| Competizione        | Punti | In casa | In casa | In casa | In trasferta | In trasferta | In trasferta | Totale | Totale | Totale |
| Competizione        | Punti | G       | V       | P       | G            | V            | P            | G      | V      | P      |
| ------------------- | ----- | ------- | ------- | ------- | ------------ | ------------ | ------------ | ------ | ------ | ------ |
| Lega Nazionale A    | 53    | 15      | 14      | 1       | 13           | 11           | 2            | 28     | 25     | 3      |
| Coppa di Svizzera   | -     | 0       | 0       | 0       | 2            | 2            | 0            | 3      | 3      | 0      |
| Supercoppa svizzera | -     | -       | -       | -       | -            | -            | -            | 1      | 1      | 0      |
| Champions League    | -     | 2       | 1       | 1       | 2            | 1            | 1            | 4      | 2      | 2      |
| Coppa CEV           | -     | 2       | 1       | 1       | 2            | 0            | 2            | 4      | 1      | 3      |
| Totale              | -     |         |         |         |              |              |              |        |        |        |

G = partite giocate; V = partite vinte; P = partite perse

### Statistiche dei giocatori
| Giocatore     | Chamapions League | Chamapions League | Chamapions League | Chamapions League | Chamapions League | Coppa CEV | Coppa CEV | Coppa CEV | Coppa CEV | Coppa CEV |
| Giocatore     | P                 | PT                | AV                | MV                | BV                | P         | PT        | AV        | MV        | BV        |
| ------------- | ----------------- | ----------------- | ----------------- | ----------------- | ----------------- | --------- | --------- | --------- | --------- | --------- |
| R. Baghdady   | 2                 | 0                 | 0                 | 0                 | 0                 | 0         | 0         | 0         | 0         | 0         |
| T. Brändli    | 4                 | 7                 | 5                 | 1                 | 1                 | 4         | 0         | 0         | 0         | 0         |
| C. Daniel     | 4                 | 0                 | 0                 | 0                 | 0                 | 2         | 0         | 0         | 0         | 0         |
| L. Eichhorn   | 1                 | 3                 | 3                 | 0                 | 0                 | 0         | 0         | 0         | 0         | 0         |
| J. Fellay     | 4                 | 26                | 21                | 0                 | 5                 | 4         | 32        | 23        | 7         | 3         |
| J. Howatson   | 4                 | 10                | 2                 | 4                 | 4                 | 3         | 18        | 4         | 7         | 7         |
| C. Kriech     | 0                 | 0                 | 0                 | 0                 | 0                 | 0         | 0         | 0         | 0         | 0         |
| A. Ljubičić   | 4                 | 29                | 22                | 7                 | 0                 | 4         | 31        | 21        | 7         | 3         |
| R. Muntwyler  | 1                 | 0                 | 0                 | 0                 | 0                 | 1         | 1         | 0         | 0         | 1         |
| A. Prével     | 4                 | 37                | 32                | 1                 | 4                 | 3         | 54        | 45        | 1         | 8         |
| S. Steigmeier | 3                 | 59                | 50                | 2                 | 7                 | 4         | 90        | 76        | 6         | 8         |
| M. Stiel      | 0                 | 0                 | 0                 | 0                 | 0                 | 4         | 12        | 11        | 1         | 0         |
| L. Van Berkel | 4                 | 30                | 25                | 4                 | 1                 | 4         | 39        | 26        | 12        | 1         |

NB: Non sono disponibili i dati relativi alla Lega Nazionale A, alla Coppa di Svizzera e alla Supercoppa svizzera